# Caenohomalopoda longistylata
Caenohomalopoda longistylata är en stekelart som beskrevs av Singh 2004. Caenohomalopoda longistylata ingår i släktet Caenohomalopoda och familjen sköldlussteklar. Inga underarter finns listade.